# 昭和62年台風第19号
昭和62年台風第19号（しょうわ62ねんたいふうだい19ごう、国際名：ケリー〔Kelly〕）は、1987年10月11日に発生し、10月17日に日本に上陸した台風である。1987年は9月まで台風の上陸がなく、この台風が唯一の日本上陸台風となった。

## 概要

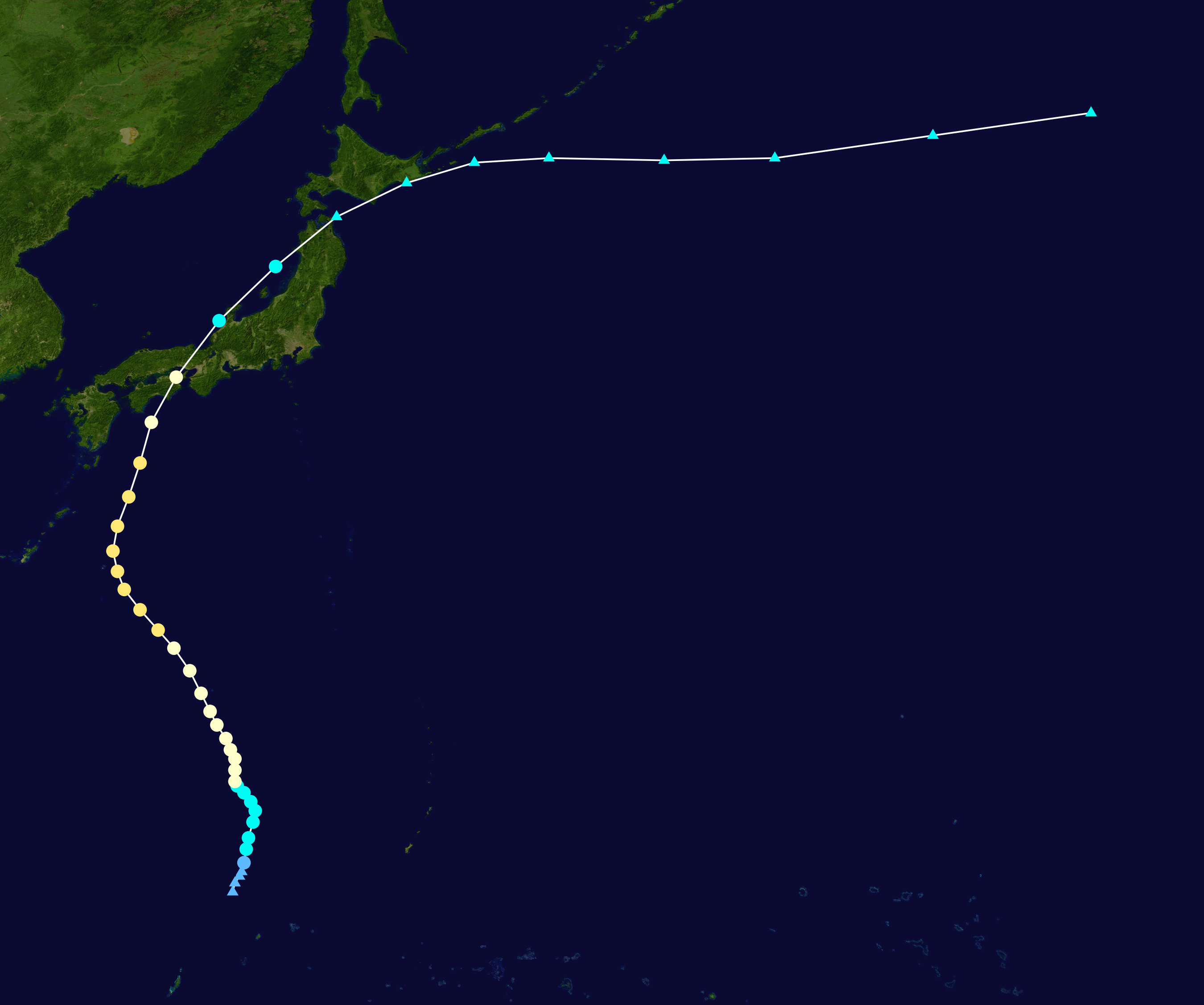
進路図

10月11日にフィリピンの東海上で発生した台風19号は発達しながら北上し、10月15日には最盛期を迎えた。その後は勢力を弱めて西日本へ接近し、10月17日午前4時30分ごろに高知県室戸市付近に上陸し、朝には兵庫県加古川市に再上陸して近畿地方を横断、京都府舞鶴市付近で日本海へ抜けて夕方頃には青森県と秋田県の県境付近に再々上陸して21時に温帯低気圧に変わった。台風は秋雨前線を刺激したため、西日本から北日本にかけて大雨と暴風の被害を出し、浸水被害は全国で約25000棟にのぼった。
10月に台風が日本列島に上陸するのは1979年の昭和54年台風第20号以来8年ぶりのことで、台風の四国への上陸は1979年の昭和54年台風第16号以来8年ぶりのことであった。
なおこの台風は、1951年の統計開始以降8番目に、上陸日時が（一年の中で）遅かった。
| 順位 | 名称                              | 国際名   | 上陸日時                | 上陸地点                         |
| ---- | --------------------------------- | -------- | ----------------------- | -------------------------------- |
| 1    | 平成2年台風第28号                 | Page     | 1990年11月30日 14時     | 和歌山県白浜町南                 |
| 2    | 昭和42年台風第34号                | Dinah    | 1967年10月28日 3時30分  | 愛知県南部                       |
| 3    | 平成29年台風第21号                | Lan      | 2017年10月23日 3時      | 静岡県掛川市付近                 |
| 4    | 平成16年台風第23号                | Tokage   | 2004年10月20日 13時     | 高知県土佐清水市付近             |
| 5    | 昭和30年台風第26号                | Opal     | 1955年10月20日 12時     | 和歌山県田辺市付近               |
| 6    | 昭和54年台風第20号                | Tip      | 1979年10月19日 9時30分  | 和歌山県白浜町付近               |
| 7    | 平成10年台風第10号                | Zeb      | 1998年10月17日 16時30分 | 鹿児島県枕崎市付近               |
| 8    | 昭和62年台風第19号                | Kelly    | 1987年10月17日 0時      | 高知県室戸市付近                 |
| 9    | ルース台風 （昭和26年台風第15号） | Ruth     | 1951年10月14日 19時     | 鹿児島県いちき串木野市（現）付近 |
| 10   | 平成26年台風第19号                | Vongfong | 2014年10月13日 8時30分  | 鹿児島県枕崎市付近               |

## 被害
- 死者9人
- 負傷者17人

## 記録
- 最大瞬間風速53.8m/s（室戸岬）